# René Quitral
René Quitral Encina (ur. 22 lipca 1920 w Santiago, zm. 27 listopada 1982) – chilijski piłkarz grający podczas kariery na pozycji bramkarza.

## Kariera klubowa
Kariery piłkarską René Quitral rozpoczął w stołecznym Santiago Badminton. W 1950 był zawodnikiem Santiago Wanderers. Ostatnie lata kariery spędził w San Luis Quillota.

## Kariera reprezentacyjna
W 1950 roku Quitral został powołany przez selekcjonera Arturo Bucciardiego do kadry na mistrzostwa świata w Brazylii. Na mundialu Quitral był rezerwowym i nie wystąpił w żadnym meczu. W reprezentacji Chile Quitral zadebiutował 15 września 1957 w przegranym 0-1 spotkaniu w Copa O’Higgins z Brazylią.
Ostatni raz w reprezentacji wystąpił 20 października 1957 w przegranym 0-4 meczu eliminacji mistrzostw świata z Argentyną. W 1957 roku rozegrał w kadrze narodowej 6 spotkań.